# Deu preludis

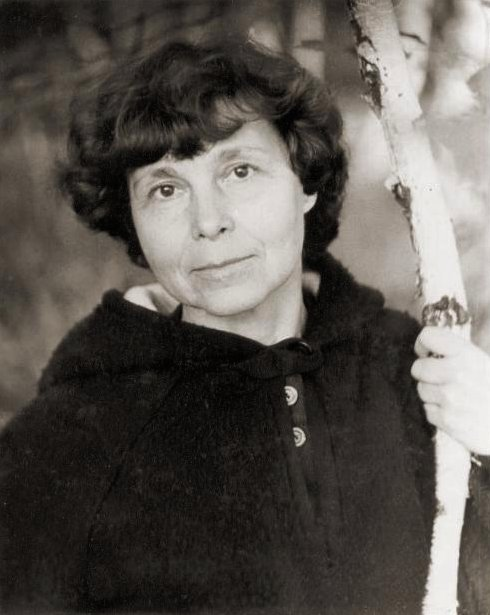
Sofia Gubaidúlina

Els Deu preludis per a violoncel sol de Sofia Gubaidúlina -pensats com a "10 estudis per violoncel sol i publicats sota el nom de "Deu preludis" per recomanació del violoncel·lista Vladimir Tonhka- és una obra primerenca de l'autora en què explora diversos aspectes i tècniques de l'instrument.

## Els preludis
- I. Staccato - legato
- II. Legato - staccato
- III. Con sordino - senza sordino
- IV. Ricochet
- V. Sul ponticello - ordinario - sul tasto
- VI. Flagioletti
- VII. Al taco - da punta d'arco
- VIII. Arco - pizzicato
- IX. Pizzicato - arco
- X. Senza arco - senza pizzicato